# Niceville
Niceville ist eine Stadt im Okaloosa County im US-Bundesstaat Florida. Das U.S. Census Bureau hat bei der Volkszählung 2020 eine Einwohnerzahl von 15.772 ermittelt.

## Geographie
Niceville grenzt im Westen an Valparaiso und im Süden an die Choctawhatchee Bay. Die Stadt liegt rund 25 Kilometer südlich von Crestview sowie etwa 80 Kilometer östlich von Pensacola.

## Demographische Daten
Laut der Volkszählung 2010 verteilten sich die damaligen 12.749 Einwohner auf 5.657 Haushalte. Die Bevölkerungsdichte lag bei 450,5 Einw./km². 87,2 % der Bevölkerung bezeichneten sich als Weiße, 4,2 % als Afroamerikaner, 0,6 % als Indianer und 3,2 % als Asian Americans. 0,9 % gaben die Angehörigkeit zu einer anderen Ethnie und 3,9 % zu mehreren Ethnien an. 4,7 % der Bevölkerung bestand aus Hispanics oder Latinos.
Im Jahr 2010 lebten in 30,5 % aller Haushalte Kinder unter 18 Jahren sowie 27,2 % aller Haushalte Personen mit mindestens 65 Jahren. 69,9 % der Haushalte waren Familienhaushalte (bestehend aus verheirateten Paaren mit oder ohne Nachkommen bzw. einem Elternteil mit Nachkomme). Die durchschnittliche Größe eines Haushalts lag bei 2,43 Personen und die durchschnittliche Familiengröße bei 2,87 Personen.
24,4 % der Bevölkerung waren jünger als 20 Jahre, 22,9 % waren 20 bis 39 Jahre alt, 30,9 % waren 40 bis 59 Jahre alt und 21,8 % waren mindestens 60 Jahre alt. Das mittlere Alter betrug 42 Jahre. 49,4 % der Bevölkerung waren männlich und 50,6 % weiblich.
Das durchschnittliche Jahreseinkommen lag bei 62.614 $, dabei lebten 11,6 % der Bevölkerung unter der Armutsgrenze.
Im Jahr 2000 war Englisch die Muttersprache von 93,04 % der Bevölkerung, spanisch sprachen 3,89 % und 3,07 % hatten eine andere Muttersprache.

## Verkehr
Niceville wird von den Florida State Roads 20, 85, 285, 293 und 397 durchquert.
Die nächsten Flughäfen sind der rund 5 Kilometer südwestlich gelegene Destin–Fort Walton Beach Airport und der etwa 90 Kilometer westlich gelegene Pensacola International Airport.

## Kriminalität
Die Kriminalitätsrate lag im Jahr 2010 mit 130 Punkten (US-Durchschnitt: 266 Punkte) im niedrigen Bereich. Es gab drei Vergewaltigungen, einen Raubüberfall, 13 Körperverletzungen, 49 Einbrüche, 171 Diebstähle und 15 Autodiebstähle.